# Hiệp Phước (thị trấn)
Hiệp Phước là một thị trấn thuộc huyện Nhơn Trạch, tỉnh Đồng Nai, Việt Nam.

## Địa lý
Thị trấn Hiệp Phước nằm ở phía đông huyện Nhơn Trạch, có vị trí địa lý:
- Phía đông giáp huyện Long Thành
- Phía tây giáp các xã Phước Thiền, Phú Hội và Long Tân
- Phía nam giáp các xã Long Thọ và Phước An
- Phía bắc giáp xã Phước Thiền và huyện Long Thành.

Thị trấn có diện tích 18,83 km², dân số năm 2018 là 38.645 người, mật độ dân số đạt 2.052 người/km².

## Lịch sử
Địa bàn thị trấn Hiệp Phước trước đây vốn là hai xã Phước Lai và Phước Kiểng thuộc huyện Long Thành.
Ngày 17 tháng 1 năm 1984, Hội đồng Bộ trưởng ban hành Quyết định 12-HĐBT. Theo đó, sáp nhập hai xã Phước Lai và Phước Kiểng thành một xã lấy tên là xã Hiệp Phước.
Ngày 23 tháng 6 năm 1994, Chính phủ ban hành Nghị định số 51/1994/NĐ-CP. Theo đó, xã Hiệp Phước chuyển sang trực thuộc huyện Nhơn Trạch vừa tái lập.
Ngày 10 tháng 5 năm 2019, Ủy ban thường vụ Quốc hội ban hành Nghị quyết số 694/NQ-UBTVQH14 (nghị quyết có hiệu lực từ ngày 1 tháng 7 năm 2019), chuyển xã Hiệp Phước thành thị trấn Hiệp Phước.
Tuy nhiên, Hiệp Phước không phải là huyện lỵ huyện Nhơn Trạch, tất cả các cơ quan hành chính của huyện đóng tại xã Phú Hội.

## Hành chính
Thị trấn Hiệp Phước được chia thành 5 khu phố: Mỹ Khoan, Phước Mỹ, Phước Kiểng, Phước Lai, Phước Hiệp.